# Kuře melancholik
Kuře melancholik je český film režiséra Jaroslava Brabce z roku 1999. Scénář podle stejnojmenné povídky Josefa K. Šlejhara napsali Vladimír Körner a Jaroslav Brabec. Film byl oceněn Českým lvem za nejlepší kameru a výpravu.

## Obsah
Hlavní postavou je chlapec Lojzík, jemuž blesk zabil matku, a který žije se svým otcem na statku. Kromě otce v příběhu vystupuje i jeho teta a nevlastní matka Róza, která má pro těžkou citovou situaci chlapce nejdříve pochopení, i ona se mu ale později odcizí. Jediným tvorem, se kterým si Lojzík nakonec rozumí, je tak obyčejné kuře. Filmové zpracování podtrhuje kontrast mezi harmonií přírody a tragickou situací Lojzíka.
Filmové zpracování se však velmi liší od obsahu knihy. Zůstala snad pouze hlavní myšlenka díla, poukázat na křehkost dětské duše, ale ve filmu chlapce ani nebijí ani nijak jinak netýrají – jako je tomu v knize. A jeho macecha ho má na začátku dokonce upřímně ráda, na rozdíl od knižního zpracování.

## Osoby
- Anna Geislerová (matka)
- Karel Roden (otec)
- Vilma Cibulková (Róza)
- Vlasta Chramostová (Pepina)
- Lubomír Kostelka (Josef)
- Diana Mórová (teta)